# 부갑상선 기능 항진증
부갑상선 기능 항진증(副甲狀腺機能亢進症, 영어: hyperparathyroidism)은 혈액 내 부갑상선 호르몬의 수치가 높은 것을 말한다.
원발성 부갑상서 기능 항진증이 가장 흔한 형태의 증상이다. 개발도상국에서는 1,000만 명 중 1~4명이 영향을 받는다. 남성 보다 여성에 3배 이상 더 발병하며, 일반적으로 50~60세 사이에 진단된다. 이 질병은 1700년대에 처음 기술되었으며 1800년대 말에 부갑상샘과 관련이 있는 것으로 밝혀졌다. 치료를 위한 수술은 1925년에 처음 수행되었다.

## 증상
증상은 부갑상선 기능 항진증이 부갑상선의 과잉활동의 결과인지 속발성인지에 따라 다르다.
원발성의 경우 총 인원의 75%가 증상이 없다.
속발성인 경우 부갑상선은 정상적으로 행동한다.

## 병인
방사선 피폭은 원발성 부갑상선 기능 항진증의 위험을 증가시킨다. 다발성 내분비종양증을 포함한 수많은 유전성 질환들 또한 위험성을 증가시킨다.